# دئوس وولت

"Deus lo vult" is the motto of the Order of the Holy Sepulchre (1824).

دئوس وولت (لاتین: خدا [آن را] می‌خواهد) شعاریی است که در زمان اعلام جنگ صلیبی یکم توسط پاپ اوربان دوم در شورای کلرمونت در ۱۰۹۵ شاهدان حاضر سر دادند. این عبارت به گونه‌های Deus vult (لاتین کلاسیک)، dieu le veut (فرانسوی)، deus lo vult و غیره در متن‌های قدیمی دیده می‌شود. همچنین Deus lo vult شعار فرقه مقبره مقدس اورشلیم، یک فرقهٔ کاتولیک شوالیه‌گری، است.